# Sant Baldiri (Lliçà d'Amunt)
Sant Baldiri és una ermita al barri de Sant Baldiri prop de la Sagrera al municipi de Lliçà d'Amunt, inclosa en l'Inventari del Patrimoni Arquitectònic de Catalunya. Està dintre la sufragània de Sant Julià de Lliçà d'Amunt. Actualment ha donat nom al barri on se situa.

## Arquitectura
És una senzilla construcció d'una sola nau, de planta rectangular, amb teulada a doble vessant, orientada a llevant, i porta oberta a ponent. La façana principal de composició simètrica acabada amb ràfec imbricat. Té una porta senzilla d'arc pla de pedra, al seu damunt un petit ull de bou i a cada costat una petita finestra quadrada. La paret és de pedra arrebossada. A cada lateral hi ha quatre robustos contraforts.

## Història
Apareix documentada per primera vegada el 1325, tot i que és a partir del segle xviii quan sovintegen les referències a aquesta església. El 1715 es va construir la capella actual i l'altar retaule. Apareix documentada a la visita pastoral del 6 de maig de 1727. L'any 1934 l'altar i la capella foren restaurats per l'artista Nonell, de Barcelona, gràcies a les donacions fetes pels feligresos i els estiuejants. Fou cremada en la guerra de 1936 i restaurada pels feligresos i devots del sant l'any 1946. Antigament s'hi havia venerat també a la Mare de Déu de la Serra.